# Nikolai Volkoff

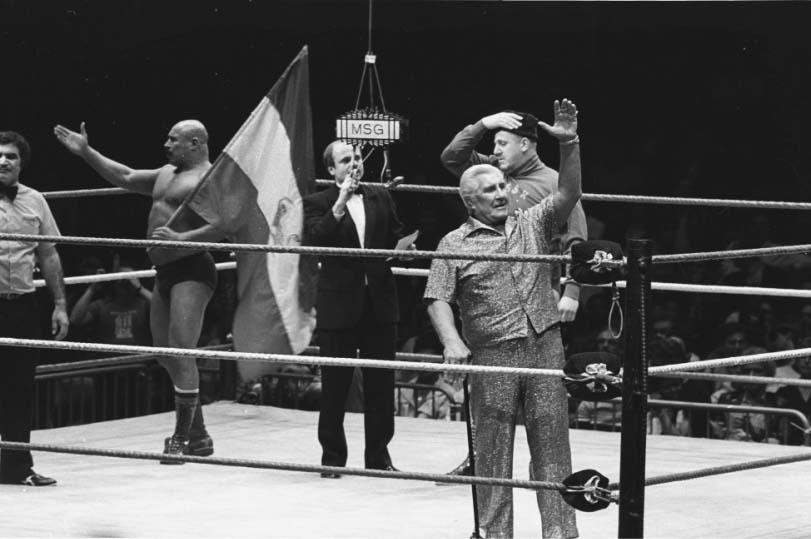
Nikolai Volkoff och The Iron Sheik som taggvärldsmästare, under Freddie Blassie som manager.

Josip Hrvoje Peruzović, född 14 oktober 1947, död 29 juli 2018, , mer känd under hans ringnamn Nikolai Volkoff, var en kroatisk-amerikansk professionell wrestler som var mest känd för sina föreställningar i World Wrestling Federation (WWF). Även om Volkoff-karaktären ofta framställdes som en skurkaktig ryss, härstammade Peruzović från Jugoslavien.  